# Mohamed Aboubakar Bamba
Mohamed Aboubakar Bamba (Vavoua, 8 ottobre 2004) è un calciatore ivoriano, centrocampista del Gil Vicente.

## Carriera
È cresciuto nel settore giovanile del Bafing e nell'estate del 2023 è stato acquistato dello Stade Reims. Ha debuttato in prima squadra il 3 novembre 2024 nell'incontro di Ligue 1 perso 1-0 contro il Tolosa.
Il 4 febbraio 2025 è stato ceduto a titolo definitivo al Gil Vicente, club della prima divisione portoghese.

## Statistiche

### Presenze e reti nei club
Statistiche aggiornate all'11 marzo 2025.
| Stagione             | Squadra              | Campionato           | Campionato | Campionato | Coppe nazionali | Coppe nazionali | Coppe nazionali | Coppe continentali | Coppe continentali | Coppe continentali | Altre coppe | Altre coppe | Altre coppe | Totale | Totale | Totale |
| Stagione             | Squadra              | Comp                 | Pres       | Reti       | Comp            | Pres            | Reti            | Comp               | Pres               | Reti               | Comp        | Pres        | Reti        | Pres   | Reti   |        |
| -------------------- | -------------------- | -------------------- | ---------- | ---------- | --------------- | --------------- | --------------- | ------------------ | ------------------ | ------------------ | ----------- | ----------- | ----------- | ------ | ------ | ------ |
| 2023-2024            | Stade Reims 2        | N3                   | 17         | 4          | -               | -               | -               | -                  | -                  | -                  | -           | -           | -           | 17     | 4      |        |
| 2024-feb. 2025       | Stade Reims 2        | N3                   | 7          | 1          | -               | -               | -               | -                  | -                  | -                  | -           | -           | -           | 7      | 1      |        |
| Totale Stade Reims 2 | Totale Stade Reims 2 | Totale Stade Reims 2 | 24         | 5          |                 | -               | -               |                    | -                  | -                  |             | -           | -           | 24     | 5      |        |
| 2024-feb. 2025       | Stade Reims          | L1                   | 2          | 0          | CF              | 1               | 0               | -                  | -                  | -                  | -           | -           | -           | 3      | 0      |        |
| feb.-giu. 2025       | Gil Vicente          | PL                   | 11         | 1          | CP+CdL          | 1+0             | 0               | -                  | -                  | -                  | -           | -           | -           | 12     | 1      |        |
| Totale carriera      | Totale carriera      | Totale carriera      | 37         | 6          |                 | 2               | 0               |                    | -                  | -                  |             | -           | -           | 39     | 6      |        |